# Wahlkreis Berwickshire, Roxburgh and Selkirk
| Berwickshire, Roxburgh and Selkirk |
| ---------------------------------- |
| Berwickshire, Roxburgh and Selkirk |
| Gebildet                           |
| 2005                               |
| Abgeordneter                       |
| John Lamont (Conservative)         |
| Regionen                           |
| Scottish Borders                   |

Berwickshire, Roxburgh and Selkirk ist ein Wahlkreis für das Britische Unterhaus. Er wurde im Zuge der Wahlkreisreform 2005 geschaffen und deckt die östlichen Gebiete der Council Area Scottish Borders ab. In dem neugeschaffenen Wahlkreis ging im Wesentlichen der vormalige Wahlkreis Tweeddale, Ettrick and Lauderdale auf. Der Wahlkreis entsendet einen Abgeordneten.

## Wahlergebnisse

### Unterhauswahlen 2005
| Ergebnisse der Unterhauswahlen 2005 | Ergebnisse der Unterhauswahlen 2005 | Ergebnisse der Unterhauswahlen 2005 | Ergebnisse der Unterhauswahlen 2005 |
| Partei                              | Kandidat                            | Stimmen                             | %                                   |
| ----------------------------------- | ----------------------------------- | ----------------------------------- | ----------------------------------- |
| Liberal Democrats                   | Michael Moore                       | 18.993                              | 41,9                                |
| Conservative                        | John Lamont                         | 13.092                              | 28,8                                |
| Labour                              | Sam Held                            | 7206                                | 15,9                                |
| SNP                                 | Aileen Orr                          | 3885                                | 8,6                                 |
| Liberal                             | John Hein                           | 916                                 | 2,0                                 |
| Socialist                           | Graeme McIver                       | 695                                 | 1,5                                 |
| UKIP                                | Peter Neilson                       | 601                                 | 1,3                                 |

### Unterhauswahlen 2010
| Ergebnisse der Unterhauswahlen 2010 | Ergebnisse der Unterhauswahlen 2010 | Ergebnisse der Unterhauswahlen 2010 | Ergebnisse der Unterhauswahlen 2010 | Ergebnisse der Unterhauswahlen 2010 |
| Partei                              | Kandidat                            | Stimmen                             | %                                   | ±                                   |
| ----------------------------------- | ----------------------------------- | ----------------------------------- | ----------------------------------- | ----------------------------------- |
| Liberal Democrats                   | Michael Moore                       | 22.230                              | 45,4                                | +3,5                                |
| Conservative                        | John Lamont                         | 16.555                              | 33,8                                | +5,0                                |
| Labour                              | Ian Miller                          | 5003                                | 10,2                                | −5,7                                |
| SNP                                 | Paul Wheelhouse                     | 4497                                | 9,2                                 | +0,6                                |
| UKIP                                | Sherry Fowler                       | 595                                 | 1,2                                 | −0,1                                |
| Jacobite                            | Chris Black                         | 134                                 | 0,3                                 | +0,3                                |

### Unterhauswahlen 2015
| Ergebnisse der Unterhauswahlen 2015 | Ergebnisse der Unterhauswahlen 2015 | Ergebnisse der Unterhauswahlen 2015 | Ergebnisse der Unterhauswahlen 2015 | Ergebnisse der Unterhauswahlen 2015 |
| Partei                              | Kandidat                            | Stimmen                             | %                                   | ±                                   |
| ----------------------------------- | ----------------------------------- | ----------------------------------- | ----------------------------------- | ----------------------------------- |
| SNP                                 | Calum Kerr                          | 20.145                              | 36,6                                | +27,4                               |
| Conservative                        | John Lamont                         | 19.817                              | 36,0                                | +2,2                                |
| Liberal Democrats                   | Michael Moore                       | 10.294                              | 18,7                                | −26,7                               |
| Labour                              | Kenryck Lloyd-Jones                 | 2700                                | 4,9                                 | −5,3                                |
| UKIP                                | Peter Neilson                       | 1316                                | 2,4                                 | +1,2                                |
| Green                               | Pauline Stewart                     | 631                                 | 1,1                                 | +1,1                                |
| Parteilos                           | Jesse Rae                           | 135                                 | 0,2                                 | +0,2                                |

### Unterhauswahlen 2017
| Ergebnisse der Unterhauswahlen 2017 | Ergebnisse der Unterhauswahlen 2017 | Ergebnisse der Unterhauswahlen 2017 | Ergebnisse der Unterhauswahlen 2017 | Ergebnisse der Unterhauswahlen 2017 |
| Partei                              | Kandidat                            | Stimmen                             | %                                   | ±                                   |
| ----------------------------------- | ----------------------------------- | ----------------------------------- | ----------------------------------- | ----------------------------------- |
| Conservative                        | John Lamont                         | 28.213                              | 53,9                                | +17,9                               |
| SNP                                 | Calum Kerr                          | 17.153                              | 32,8                                | −3,8                                |
| Labour                              | Ian Davidson                        | 4519                                | 8,6                                 | +3,7                                |
| Liberal Democrats                   | Caroline Burgess                    | 2482                                | 4,7                                 | −14,0                               |

### Unterhauswahlen 2019
| Ergebnisse der Unterhauswahlen 2019 | Ergebnisse der Unterhauswahlen 2019 | Ergebnisse der Unterhauswahlen 2019 | Ergebnisse der Unterhauswahlen 2019 | Ergebnisse der Unterhauswahlen 2019 |
| Partei                              | Kandidat                            | Stimmen                             | %                                   | ±                                   |
| ----------------------------------- | ----------------------------------- | ----------------------------------- | ----------------------------------- | ----------------------------------- |
| Conservative                        | John Lamont                         | 25.747                              | 48,8                                | −5,5                                |
| SNP                                 | Calum Kerr                          | 20.599                              | 38,8                                | +6,0                                |
| Liberal Democrats                   | Jenny Marr                          | 4287                                | 8,1                                 | +3,4                                |
| Labour                              | Ian Davidson                        | 2531                                | 4,7                                 | −3,9                                |